# 용동궁
용동궁(龍洞宮)은 조선 제13대 임금인 명종의 아들 순회세자의 궁가이다.
1907년, 용동궁이 폐지되고, 이후 해당 장소에는 숙명여학교가 세워졌다.
용동궁(龍洞宮)이 언제 건립되었는지 명확히 알 수 없다. 1864년(고종 1)에 작성된 『 대동지지(大東地志)』와 『 동국여지비고(東國輿地備攷)』 궁궐조에 “서부 황화방에 있으며 세상에 전하기를, 순회세자(順懷世子)의 옛날 궁이라고 하지만 잘 알 수 없다.”라고 기록되어 있다. 이로 인해 용동궁이 순회세자의 옛 궁이라는 설(說)이 있지만, 『 조선왕조실록(朝鮮王朝實錄)』 등에는 이에 대한 기록이 전혀 없다.

## 같이 보기
- 운현궁